# Gheorghe Zoicaș
Gheorghe Zoicaș (n. 31 august 1963, Dumbrăvița, județul Maramureș) este un om politic român, fost deputat în Parlamentul României în legislatura 2008-2012.

## Activitate legislativă
„Amendamentul Zoicaș”, un amendament ce excepta zona colegiului în care Zoicaș a fost ales de la aplicarea prevederilor unei noi legi a pensiilor privind vârsta de pensionare pentru cei care au locuit timp 30 de ani în zona cuprinsă în perimetrul Baia Mare - Baia Sprie - Groși - Dumbrăvița) a fost inclus în Legea pensiilor după ce parlamentarii au intrat în posesia rezultatului unui studiu de specialitate conform căruia, în zonele Baia Mare, Copșa Mică și Zlatna speranța de viață este cu șase-zece ani mai mică decât media națională. Prevederile amendamentului se aplică până la 31 decembrie 2030.